# (1386) Storeria
(1386) Storeria – planetoida z pasa głównego asteroid okrążająca Słońce w ciągu 3 lat i 233 dni w średniej odległości 2,36 au. Została odkryta 28 lipca 1935 roku w Obserwatorium Simejiz na górze Koszka na Półwyspie Krymskim przez Grigorija Nieujmina. Nazwa planetoidy pochodzi od Normana Wymana Storera, profesora astronomii na Uniwersytecie Kansas. Nazwę tę zaproponowała jego studentka Brenton, która obliczyła orbitę planetoidy. Przed nadaniem nazwy planetoida nosiła oznaczenie tymczasowe (1386) 1935 PA.